# 塞爾比 (加利福尼亞州)
塞爾比（英語：Selby）是位於美國加利福尼亞州康特拉科斯塔縣的一個非建制地區。該地的面積和人口皆未知。

## 地理
塞爾比的座標為38°03′24″N 122°14′38″W / 38.05667°N 122.24389°W，而該地的平均海拔高度為6米（即20英尺）。